# Marathon de Berlin 2017
Navigation
Édition précédente Édition suivante
Le Marathon de Berlin 2017 est la 44e édition du Marathon de Berlin, en Allemagne, qui a lieu le dimanche 24 septembre 2017.

## Résultats

### Hommes
| Rang | Athlète                      | Nationalité | Temps   |
| ---- | ---------------------------- | ----------- | ------- |
|      | Eliud Kipchoge               | Kenya       | 2:03:32 |
|      | Guye Adola                   | Éthiopie    | 2:03:46 |
|      | Mosinet Geremew              | Éthiopie    | 2:06:09 |
| 4    | Felix Kandie                 | Kenya       | 2:06:13 |
| 5    | Vincent Kipruto              | Kenya       | 2:06:14 |
| 6    | Yūta Shitara                 | Japon       | 2:09:03 |
| 7    | Hiroaki Sano                 | Japon       | 2:11:24 |
| 8    | Ryan Vail                    | États-Unis  | 2:12:40 |
| 9    | Liam Adams                   | Australie   | 2:12:52 |
| 10   | Jonathan Mellor (athlétisme) | Royaume-Uni | 2:12:57 |

### Femmes
| Rang | Athlète           | Nationalité | Temps    |
| ---- | ----------------- | ----------- | -------- |
|      | Gladys Cherono    | Kenya       | 2:20:23  |
|      | Ruti Aga          | Éthiopie    | 2:20:41  |
|      | Valary Aiyabei    | Kenya       | 2:20:53  |
| 4    | Helen Tola        | Éthiopie    | 2:22:51  |
| 5    | Anna Hahner       | Allemagne   | 2:28:32  |
| 6    | Catherine Bertone | Italie      | 02:28:34 |
| 7    | Sonia Samuels     | Royaume-Uni | 02:29:34 |
| 8    | Azucena Diaz      | Espagne     | 02:30:31 |
| 9    | Catarina Ribeiro  | Portugal    | 02:33:13 |
| 10   | Kim Dillen        | Pays-Bas    | 02:33:24 |